# Mosquée El Oumma
La mosquée El Oumma (مسجد الأمة) est une mosquée algéroise située dans la commune de Bologhine dans la wilaya d'Alger.

## Historique

### Projet
Cette mosquée, située au milieu de la ville de Bologhine, a été érigé dans un jardin dont la propriété revenait au colon français Jean-Charles Gilbert.
Sa construction a été prise en charge par l'Association Tahthibiya formée par les dignitaires musulmans de Bologhine suivants :
- Omar Ben Haddad
- Mohamed Bachtarzi
- Omar Bensemmane
- Mohamed Fekhardji
- Mustapha Bensari
- Hadj Moussa Bensalah
- Abd Pacha Mohamed El Kamal
- Hassen El Mehdaoui
- Abdallah Medjaoui
- Boualem Djaâdoune
- Mustapha Bacha
- Rachid Hassan Khodja
- Hamdane Kadiri
- M'Hamed Ouaâli Damerdji
- Rachid Batehouche
- Hamoud Drarini
- Mustapha Kadiri
- Rezzak Sfindja
- Yahia Sidi Ben Ali

### Enseignement coranique
Cette Association Tahthibiya a fait appel au théologien et imam Ahmed Sahnoune pour enseigner la langue arabe et le coran dans le quartier de l'ancienne Saint-Eugène à partir de 1930.
C'est le théologien Tayeb el-Oqbi avec Rachid Batehouche qui contactèrent alors Ahmed Sahnoune pour entamer sa mission éducatrice à Bologhine.

### Construction
La décision de construction de cette mosquée a été prise au ramadhan de 1945, lors d'une réunion des membres des oulémas: Mohamed Bachir El Ibrahimi, Ahmed Sahnoune et Abdelaziz Belhachemi.
C'est l'architecte Abderrahmane Bouchama qui a conçu le plan de la mosquée, alors que l'entrepreneur Ali Boudella a assumé les travaux de réalisation en s'aidant d'ouvriers tous issus de Médéa.
Mohamed Ben El Bey Kouassi et Mohamed Ouaâli Abbas Torki, ont contribué financièrement à la construction de cette mosquée qui fut inaugurée en 1951 où une allocution a été prononcée par Ahmed Taoufik El Madani.

### Structure
A l'achèvement de la construction de cet édifice religieux en 1951, cette Mosquée comprenait une école coranique de trois classes, avec un bureau et une cour.

### Gestion
Le maire Raymond Laquière de Bologhine a enregistré cet édifice comme la première Mosquée algéroise construite après la colonisation française en Algérie. Cette Mosquée était inscrite au registre des biens Habous dans la juridiction coloniale francaise.

### Extension
La mosquée El Oumma a bénéficié d'une extension interne en 1975 par laquelle un logement de fonction fut construit. La seconde extension de 1982 a porté sur la cour de la mosquée et sur sa façade, et un premier étage fut alors construit destiné à l'enseignement des filles. La salle des ablutions a été refaite et élargies à plusieurs reprises.

## Architecture
Cette mosquée a été bâtie selon une architecture religieuse almoravide.

## Imams
Plusieurs imams, muezzins et prêcheurs se sont succédé dans le service religieux de la mosquée El Oumma dans le respect de la référence religieuse algérienne.
| Début | Fin           | Imam                       |
| ----- | ------------- | -------------------------- |
| 1951  | 1963          | Ahmed Sahnoune (1907-2003) |
| 1963  | 1994          | Kada Benyoucef (1913-)     |
| 1991  | (À nos jours) | Seffadj Hamdane (1965-)    |

## Galerie

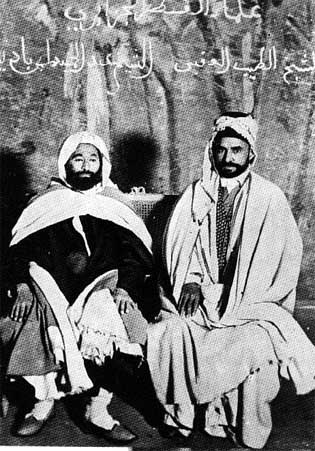
Tayeb el-Oqbi (1889-1960)
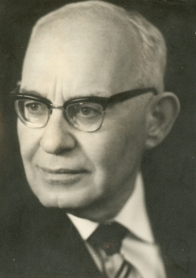
Ahmed Taoufik El Madani (1898-1983)
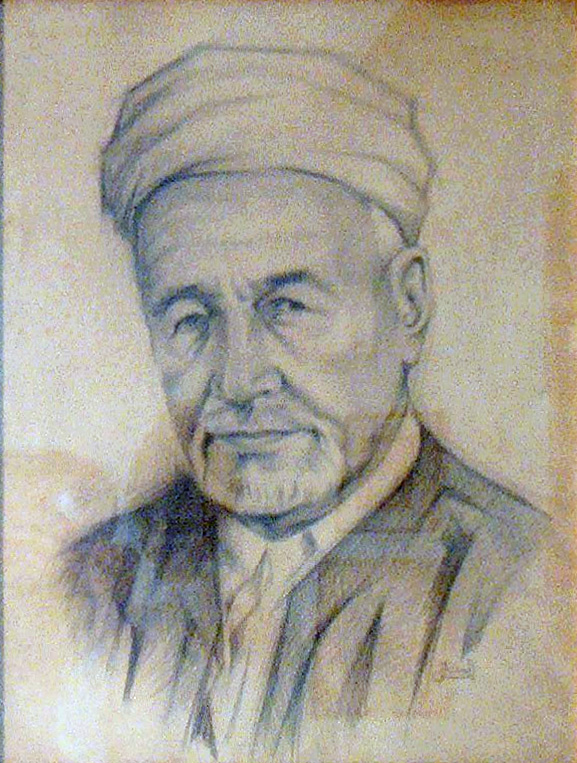
Mohamed Bachir El Ibrahimi (1889-1965)

## Sources
- « Alger, quelques-unes de ses mosquées d'après "Comité du Vieil Alger, Feuillets d'El-Djezaïr, Fondateur Henri Klein (1910), Éditions du Tell », sur www.alger-roi.fr, 29 septembre 2003 (consulté le 11 décembre 2015)
- Zineddine Sekfali, « Que peut-on encore sauver Alger ? », sur www.algerie-dz.com, El Watan, 18 avril 2005 (consulté le 11 décembre 2015)
- Rachid Bourouiba, Les Inscriptions commémoratives des mosquées d’Algérie, Alger, Office des Publications Universitaires, 1984, 374 p. (OCLC 17604508), p. 81-86
- Rachid Bourouiba, L’Art religieux musulman en Algérie, Alger, S.N.E.D., 1983, 2e éd. (1re éd. 1973), 343 p. (OCLC 432350294)
- Rachid Bourouiba, Apports de l’Algérie à l’architecture religieuse arabo-islamique, Alger, OPNA, 1986, 358 p. (OCLC 21521189)
- Albert Devoulx, Les Édifices religieux de l'ancien Alger, Alger, Bastide, 1870, 270 p. (OCLC 490390051, lire en ligne) Extrait de la Revue africaine.
- Georges Marçais, L’Architecture musulmane d’occident, Tunisie, Algérie, Espagne et Sicile, Paris, Arts et Métiers Graphiques, 1954, 1080 (OCLC 253985764)